# Matala Tervajärvi
Matala Tervajärvi och Syvä Tervajärvi är sjöar i Finland. De ligger i kommunen Kuhmo i landskapet Kajanaland, i den centrala delen av landet, 500 km nordost om huvudstaden Helsingfors. Matala Tervajärvi ligger 184 meter över havet. Arean är 33,3 hektar och strandlinjen är 3,73 kilometer lång. Sjön  ingår i Uleälvens huvudavrinningsområde. 